# Arresting
Das Dorf Arresting  ist ein Ortsteil der Stadt Neustadt an der Donau im Landkreis Kelheim in Niederbayern. Bis 1972 bildete es eine selbständige Gemeinde.

## Lage
Der Ort liegt ungefähr drei Kilometer nördlich der Donau, unberührt auf den sanft hügeligen Anhöhen des hier beginnenden Jura.
Regensburg ist in östlicher Richtung etwa 45 km, Ingolstadt in westlicher 30 km entfernt. München liegt ungefähr 100 km südlich des Ortes.

## Geschichte
Nachdem anzunehmen ist, dass „ing“-Orte aus der Zeit der ältesten baierischen Landnahme stammen, liegt der Schluss nahe, dass Arresting bereits um das 6. oder 7. Jahrhundert entstanden ist.
Der Name der Ortschaft stammt wahrscheinlich von einem Mann names Argisto, der sich um das Jahr 1000 hier niedergelassen hatte („Argistingin“ = „bei den Leuten des Argisto“). Erstmals urkundlich erwähnt wird der Ort im Jahre 1086 als Elisabeth, die Gemahlin des Grafen von Vohburg, ihr Gut in Argistingin dem Kloster Münchsmünster übergab.
Im Rahmen der Gebietsreform erfolgte am 1. Januar 1972 die Eingliederung des Ortes in die Stadt Neustadt an der Donau.
Das Dorf zählt ca. 100 Einwohner in ca. 25 Häusern, die sich wie ein Ring um die Kirche schließen.

## Sehenswürdigkeiten
- Die Kirche St. Wolfgang stammt aus dem 13. Jahrhundert und wurde ursprünglich im frühgotischen Stil errichtet.
- Das Gebeinhaus aus dem 16. Jahrhundert mit aufgestapelten Totenschädel, Arm- und Fußknochen ist noch vorhanden.
- Der Löschwasserteich wird im Winter immer wieder als Eisfläche verwendet.

## Wirtschaft und Infrastruktur
Das Dorf ist ausschließlich land- und forstwirtschaftlich geprägt.
Direkt neben dem Dorf verläuft die Erdgasleitung Schwandorf-Forchheim, die in Arresting durch eine Umleitungsstation an die Oberfläche kommt.

## Vereine
- Freiwillige Feuerwehr Arresting
- KLJB Hienheim/Arresting
- KDFB Hienheim/Arresting